# Indonesian Cup
Piala Indonesia (Englisch: Indonesian Cup) ist ein nationaler indonesischer Fußballwettbewerb. Der Pokalwettbewerb wird seit 2005 ausgetragen. Der Gewinner des Finales qualifiziert sich für den AFC Cup.

## Sieger nach Jahr
| Finale                      | Finale                                                        | Finale                                                        | Finale                                                        | Finale                                                        |
| Saison                      | Sieger                                                        | Ergebnis                                                      | Finalist                                                      | Austragungsort                                                |
| --------------------------- | ------------------------------------------------------------- | ------------------------------------------------------------- | ------------------------------------------------------------- | ------------------------------------------------------------- |
| 2005                        | Arema Malang                                                  | 4:3 (n. V.)                                                   | Persija Jakarta                                               | Gelora Bung Karno Stadium, Jakarta                            |
| 2006                        | Arema Malang                                                  | 2:0                                                           | Persipura Jayapura                                            | Gelora Delta Stadium, Sidoarjo                                |
| 2007                        | Sriwijaya FC                                                  | 1:1 3:0 (n. E.)                                               | Persipura Jayapura                                            | Gelora Bung Karno Stadium, Jakarta                            |
| 2008/09                     | Sriwijaya FC                                                  | 1:0 (4:0 awarded)                                             | Persipura Jayapura                                            | Jakabaring Stadium, Palembang                                 |
| 2010                        | Sriwijaya FC                                                  | 2:1                                                           | Arema Indonesia                                               | Manahan-Stadion, Surakarta                                    |
| 2011                        | keine Austragung                                              | keine Austragung                                              | keine Austragung                                              | keine Austragung                                              |
| 2012                        | Persibo Bojonegoro                                            | 1:0                                                           | Semen Padang FC                                               | Sultan Agung Stadium, Bantul                                  |
| 2013–2017                   | keine Austragung                                              | keine Austragung                                              | keine Austragung                                              | keine Austragung                                              |
| Finale (Hin- und Rückspiel) |                                                               |                                                               |                                                               |                                                               |
| Saison                      | Sieger                                                        | Ergebnis                                                      | Finalist                                                      | Austragungsort                                                |
| 2018/19                     | PSM Makassar                                                  | 0:1                                                           | Persija Jakarta                                               | Gelora Bung Karno Stadium, Jakarta                            |
| 2018/19                     | PSM Makassar                                                  | 2:0                                                           | Persija Jakarta                                               | Andi Mattalata Stadium, Makassar                              |
| 2018/19                     | PSM Makassar gewann 2:1                                       |                                                               |                                                               |                                                               |
| 2020/21                     | aufgrund der Covid19-Pandemie in Indonesien nicht ausgetragen | aufgrund der Covid19-Pandemie in Indonesien nicht ausgetragen | aufgrund der Covid19-Pandemie in Indonesien nicht ausgetragen | aufgrund der Covid19-Pandemie in Indonesien nicht ausgetragen |
| 2021/22                     | aufgrund der Covid19-Pandemie in Indonesien nicht ausgetragen | aufgrund der Covid19-Pandemie in Indonesien nicht ausgetragen | aufgrund der Covid19-Pandemie in Indonesien nicht ausgetragen | aufgrund der Covid19-Pandemie in Indonesien nicht ausgetragen |

## Rangliste
| Verein             | Sieger | Saison                 | 2. Platz | Saison                 |
| ------------------ | ------ | ---------------------- | -------- | ---------------------- |
| Sriwijaya FC       | 3      | 2007/08, 2008/09, 2010 | —        | —                      |
| Arema Malang       | 2      | 2005, 2006             | 1        | 2010                   |
| Persibo Bojonegoro | 1      | 2012                   | —        | —                      |
| PSM Makassar       | 1      | 2018/19                | —        | —                      |
| Persipura Jayapura | —      | —                      | 3        | 2006, 2007/08, 2008/09 |
| Persija Jakarta    | —      | —                      | 2        | 2005, 2018/19          |
| Semen Padang FC    | —      | —                      | 1        | 2012                   |

## Beste Torschützen
| Saison  | Spieler           | Mannschaft         | Tore |
| ------- | ----------------- | ------------------ | ---- |
| 2005    | Javier Roca       | Persegi Gianyar    | 11   |
| 2006    | Serge Emaleu      | Arema Malang       | 9    |
| 2007/08 | Alberto Goncalves | Persipura Jayapura | 6    |
| 2008/09 | Samsul Arif       | Persibo Bojonegoro | 8    |
| 2008/09 | Pablo Frances     | Persijap Jepara    | 8    |
| 2010    | Cristian Gonzáles | Persib Bandung     | 10   |
| 2012    | Oliver Makor      | Persik Kediri      | 6    |
| 2018/19 | Amido Baldé       | Persebaya Surabaya | 10   |
| 2018/19 | Zulham Zamrun     | PSM Makassar       | 10   |

## Beste Spieler
| Saison  | Spieler               | Verein             |
| ------- | --------------------- | ------------------ |
| 2005    | Firman Utina          | Arema Malang       |
| 2006    | Aris Budi Prasetyo    | Arema Malang       |
| 2007/08 | Bambang Pamungkas     | Persija Jakarta    |
| 2008/09 | Anoure Obiora Richard | Sriwijaya FC       |
| 2010    | Keith Gumbs           | Sriwijaya FC       |
| 2012    | Dian Irawan           | Persibo Bojonegoro |
| 2018/19 | Zulham Zamrun         | PSM Makassar       |

## Sponsoren
| Saison    | Sponsor                | Name                                             |
| --------- | ---------------------- | ------------------------------------------------ |
| 2005–2009 | Dji Sam Soe            | Copa Dji Sam Soe                                 |
| 2010–2018 | kein Sponsor           | Piala Indonesia                                  |
| 2018–2019 | Krating Daeng          | Kratingdaeng Piala Indonesia                     |
| 2019–2020 | Krating Daeng & Shopee | Kratingdaeng Piala Indonesia presented by Shopee |